# Lyssomanes dissimilis
Lyssomanes dissimilis är en spindelart som beskrevs av Banks 1929. Lyssomanes dissimilis ingår i släktet Lyssomanes och familjen hoppspindlar. Inga underarter finns listade i Catalogue of Life.